# Neuton
Neuton Sérgio Piccoli, noto semplicemente come Neuton (Erechim, 14 marzo 1990), è un ex calciatore brasiliano con passaporto italiano, di ruolo difensore.

## Carriera
Cresciuto calcisticamente nel Gremio, debutta nel 2010 con la maglia della prima squadra. Al termine della sua prima partita ufficiale viene eletto miglior giocatore della partita e per questo viene soprannominato "Ice-man". Nello stesso campionato totalizza poi altre 13 presenze.
Nella stagione successiva viene riconfermato nella prima squadra e dopo otto giornate lascia il club brasiliano per giocare con la maglia dell'Udinese, che lo acquista il 26 luglio 2011 per circa 2 milioni di euro. Fa il suo esordio con la squadra friulana il 16 agosto 2011 contro l'Arsenal, nella partita di andata dei play-off di Champions League. Dopo di che colleziona quattro presenze in campionato e tre in Europa league.
Il 31 agosto 2012 passa in prestito al Watford.
Il 31 gennaio 2013 metà del suo cartellino viene rilevata dal Novara.
Il 31 agosto 2015 viene ceduto in prestito al Granada.
Il 2 febbraio 2016 viene ceduto a titolo temporaneo all'Albacete.
A settembre 2016 torna in Italia passando da svincolato a titolo definitivo alla Pistoiese dove finalmente gioca in pianta stabile per disputare il campionato di Lega Pro.

## Palmarès

### Club

#### Competizioni nazionali
- Campionato Gaúcho: 1

Grêmio: 2010

## Statistiche

### Presenze e reti nei club
Statistiche aggiornate al 24 settembre 2017.
| Stagione            | Squadra         | Campionato      | Campionato | Campionato | Coppe nazionali | Coppe nazionali | Coppe nazionali | Coppe europee | Coppe europee | Coppe europee | Altre coppe | Altre coppe | Altre coppe | Totale | Totale |
| Stagione            | Squadra         | Comp            | Pres       | Reti       | Comp            | Pres            | Reti            | Comp          | Pres          | Reti          | Comp        | Pres        | Reti        | Pres   | Reti   |
| ------------------- | --------------- | --------------- | ---------- | ---------- | --------------- | --------------- | --------------- | ------------- | ------------- | ------------- | ----------- | ----------- | ----------- | ------ | ------ |
| 2010                | Gremio          | A               | 14         | 1          | CB              | ?               | ?               | -             | -             | -             | -           | -           | -           | 14     | 1      |
| 2011                | Gremio          | A               | 8          | 0          | -               | -               | -               | -             | -             | -             | -           | -           | -           | 8      | 0      |
| Totale Gremio       | Totale Gremio   | Totale Gremio   | 22         | 1          |                 | ?               | ?               |               | -             | -             |             | -           | -           | 22     | 1      |
| 2011-2012           | Udinese         | A               | 4          | 0          | CI              | 0               | 0               | UCL+UEL       | 2+3           | 0+0           | -           | -           | -           | 9      | 0      |
| ago. 2012           | Udinese         | A               | 0          | 0          | CI              | 0               | 0               | UCL+UEL       | 0+0           | 0+0           | -           | -           | -           | 0      | 0      |
| 2012-2013           | Watford         | FLC             | 8          | 0          | FLC             | 1               | 0               | -             | -             | -             | -           | -           | -           | 9      | 0      |
| 2013-apr. 2014      | Udinese         | A               | 0          | 0          | -               | 0               | 0               | -             | -             | -             | -           | -           | -           | 0      | 0      |
| apr.-giu. 2014      | Chapecoense     | A               | 9          | 0          | CB              | 0               | 0               | -             | -             | -             | -           | -           | -           | 9      | 0      |
| 2014-2015           | Udinese         | A               | 0          | 0          | CI              | 0               | 0               | -             | -             | -             | -           | -           | -           | 0      | 0      |
| Totale Udinese      | Totale Udinese  | Totale Udinese  | 4          | 0          |                 | 0               | 0               |               | 2+3           | 0+0           |             | -           | -           | 9      | 0      |
| 2015-gen. 2016      | Granada         | PR              | 0          | 0          | CdR             | 2               | 0               | -             | -             | -             | -           | -           | -           | 2      | 0      |
| gen. 2016-giu. 2016 | Albacete        | SD              | 0          | 0          | CdR             | 0               | 0               | -             | -             | -             | -           | -           | -           | 0      | 0      |
| sett. 2016-2017     | Pistoiese       | LP              | 24         | 0          | CI-LP           | -               | -               | -             | -             | -             | -           | -           | -           | 24     | 0      |
| 2017-2018           | Doxa Katōkopias | AK              | 2          | 0          | CC              | 0               | 0               | -             | -             | -             | -           | -           | -           | 2      | 0      |
| Totale carriera     | Totale carriera | Totale carriera | 70         | 1          |                 | 3               | 0               |               | 5             | 0             |             | -           | -           | 78     | 1      |